# デニス・カニサ
デニス・ラモン・カニサ・アクーニャ（Denis Ramón Caniza Acuña, 1974年8月29日 - ）は、パラグアイ出身の元サッカー選手。元パラグアイ代表。現役時代のポジションはDF（センターバック）。

## 経歴
センターバックとしては小柄ながら、パラグアイやアルゼンチン、メキシコの各クラブで活躍した。パラグアイ代表として1998年から3大会連続で出場した。2006年のドイツW杯終了後に一度は代表引退を宣言したが、代表監督の要望に応え、代表に復帰した。

## 代表歴

### 出場大会
- パラグアイ代表
  - 1998 FIFAワールドカップ
  - 2002 FIFAワールドカップ
  - 2006 FIFAワールドカップ
  - 2010 FIFAワールドカップ

### 試合数
- 国際Aマッチ 100試合 1得点（1996年-2010年）[2]

| パラグアイ代表 | 国際Aマッチ | 国際Aマッチ |
| 年             | 出場        | 得点        |
| -------------- | ----------- | ----------- |
| 1996           | 2           | 0           |
| 1997           | 1           | 0           |
| 1998           | 14          | 1           |
| 1999           | 11          | 0           |
| 2000           | 8           | 0           |
| 2001           | 8           | 0           |
| 2002           | 9           | 0           |
| 2003           | 5           | 0           |
| 2004           | 5           | 0           |
| 2005           | 6           | 0           |
| 2006           | 7           | 0           |
| 2007           | 4           | 0           |
| 2008           | 7           | 0           |
| 2009           | 7           | 0           |
| 2010           | 6           | 0           |
| 通算           | 100         | 1           |

## タイトル
オリンピア・アスンシオン
- リーガ・パラグアージャ : 1995, 1997, 1998, 1999

サントス・ラグナ
- プリメーラ・ディビシオン : 2001
- インテルリガ : 2004

クルス・アスル
- プリメーラ・ディビシオン : 2008

クルブ・ナシオナル
- リーガ・パラグアージャ : 2009